# 苏联纸浆和造纸工业部
苏联纸浆和造纸工业人民委员部（俄语：Министерство лесной и бумажной промышленности СССР）是1940年至1946年苏联中央政府（即苏联人民委员会）设立的主管造纸工业的一个人民委员部。

## 历史
1940年4月7日，从森林工业人民委员部分立出纸浆和造纸工业人民委员部，为全联盟部。
1946年3月15日，纸浆和造纸工业人民委员部改为苏联纸浆和造纸工业部。
1948年7月29日，苏联森林工业部和苏联纸浆和造纸工业部合并为苏联森林工业和造纸工业部。1951年2月16日，苏联森林工业和造纸工业部分为联盟-共和国部性质的苏联森林工业部以及全联盟部性质的苏联造纸和木材加工工业部。
在中国第一个五年计划期间，佳木斯造纸厂（“佳纸”，归轻工业部造纸工业管理局领导）是苏联援助中国的156项重点工程中唯一的造纸项目，是当时中国最大的制浆造纸联合企业（还包括发电、制网、碱回收等），1953年至1957年建厂，形成水泥纸袋5万吨，铜网6万平方米的生产能力。还帮助中国各大型造纸厂扩建、改建。
1953年苏联森林工业部和苏联造纸和木材加工工业部再次合编为苏联森林工业和造纸工业部。1954年4月19日再次分立为苏联森林工业部和苏联造纸和木材加工工业部。1957年7月13日全行业下放加盟共和国管理。1962年成立苏联森林工业、纸浆和造纸、木材加工工业国家委员会。1968年7月3日重新成立苏联纸浆和造纸工业部，为全联盟部。1980年10月23日并入森林工业，改为苏联森林工业和造纸、木材加工工业部，1989年7月17日撤销。

## 苏联纸浆和造纸工业人民委员
苏联纸浆和造纸行业的管理机构历史上多次改名：
纸浆和造纸工业人民委员：
- 尼古拉·策博塔列夫（英语：Nikolai Tshebotarev） (7.5.1941 - 1.1.1944)
- 乔治·米哈伊洛维奇·奥尔洛夫（俄语：Орлов, Георгий Михайлович (министр)） (1.1.1944 - 15.3.1946)

纸浆和造纸工业部部长：
- 乔治·米哈伊洛维奇·奥尔洛夫（俄语：Орлов, Георгий Михайлович (министр)） (19.3.1946 - 14.4.1947)
- 谢尔盖·科马罗夫（英语：Sergei Komarov (politician)） (14.4.1947 - 1.12.1947)
- 列昂尼德·格拉切夫（英语：Leonid Gratchev） (1.12.1947 - 24.7.1948)
- 伊万·沃罗诺夫（英语：Ivan Voronov） (16.2.1951 - 15.3.1953)

造纸和木材加工工业部部长：
- 弗奥多尔·瓦连京（英语：Fjodor Varaksin） (19.4.1954 - 13.7.1957)

纸浆和造纸工业部部长：
- 康斯坦丁·加兰辛（英语：Konstantin Galantshin） (3.7.1968 - 23.10.1980)

森林工业和造纸、木材加工工业部部长：
- 斯捷潘·沙拉耶夫 (30.10.1980 - 1.4.1982)
- 米哈伊尔·布西金（英语：Mikhail Busygin） (1.4.1982 - 17.7.1989)